# 일본의 용

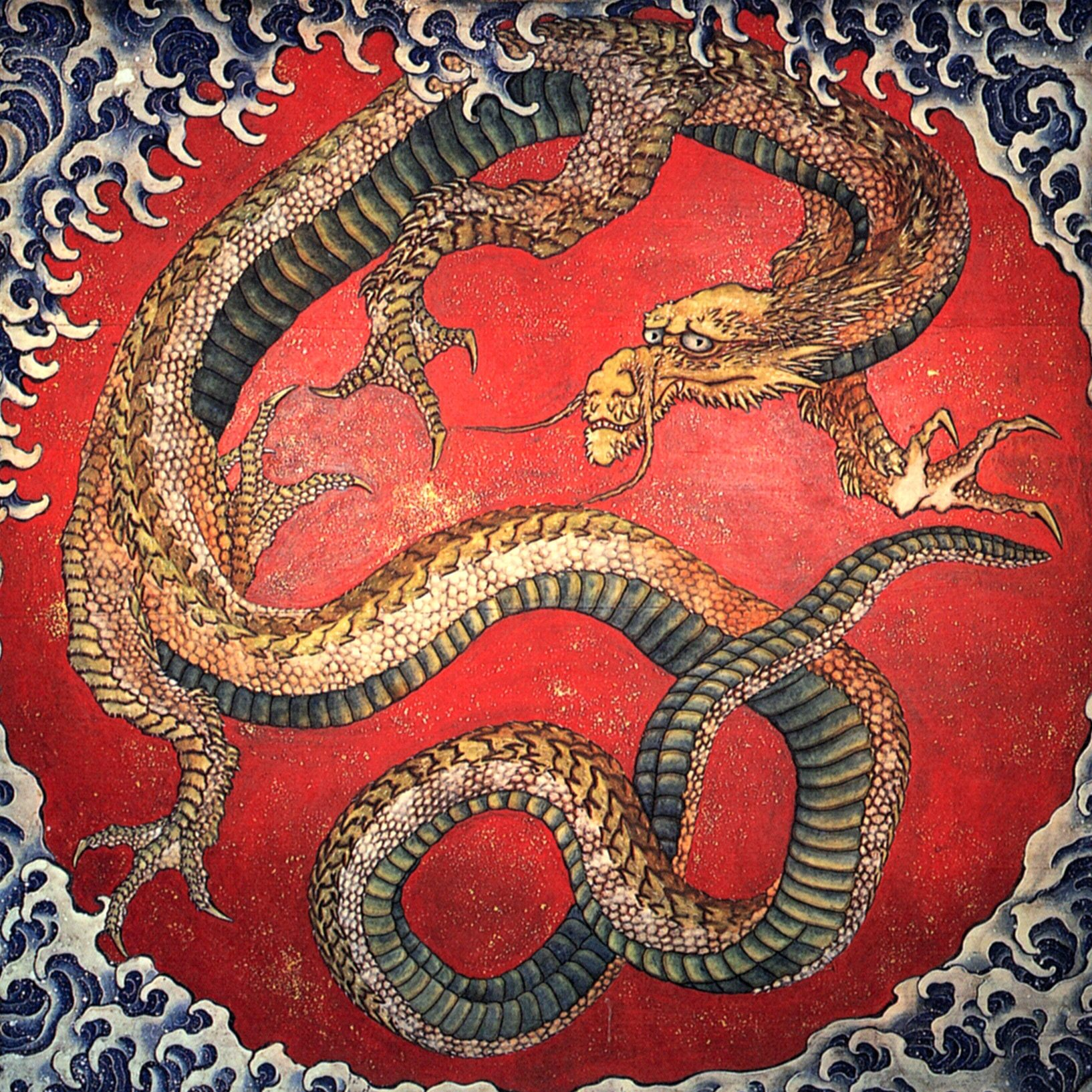
가쓰시카 호쿠사이가 그린 용 그림

일본의 용(竜 류[*])은 일본 신화 · 전승에서 볼 수 있는 상상의 생물을 의미한다.

## 일본 문화의 용

### 불교
일본에도 아스카 시대 이후 중국 문화의 영향을 받은 불교 용이 전해지고 있다.

### 용신
용신은 용왕이라고도 불리며 물을 관장하는 물의 신으로 일본 각지에 안치된다.

## 오키나와 문화의 용
슈리성에는 용 장식을 많이 볼 수 있다.

## 같이 보기
- 중국의 용
- 일본 신화
- 한국의 용